# Jeux de femmes
Pour plus de détails, voir Fiche technique et Distribution.
Jeux de femmes est un film français réalisé par Maurice Cloche, sorti en 1946.

## Fiche technique
- Titre : Jeux de femmes
- Réalisation : Maurice Cloche
- Scénario : Maurice Cloche et Jeanne Hemme
- Dialogues : Maurice Cloche et Maurice Griffe
- Photographie : Marcel Grignon
- Décors : Raymond Nègre
- Son : René Louge
- Musique : Wal Berg
- Montage : Yvonne Gary
- Société de production : Édition et Diffusion Cinématographique
- Pays d'origine :  France
- Genre : Comédie
- Durée : 98 minutes
- Date de sortie :
  - France : 13 mai 1946

## Distribution
- Jacques Dumesnil : Stanislas
- Hélène Perdrière : Simone
- Mila Parély : Solange
- Saturnin Fabre : L'oncle Hubert
- Paul Demange : Le vendeur de poteries
- Alfred Pasquali : Simon
- Jean Mercure
- Henri Crémieux
- Jean Dunot
- Jeanne Helbling
- Lucienne Legrand
- Claire Mafféi
- René Fleur
- Max Rogerys
- René Worms
- Jacky Flynt